# ニール・サイモン
ニール・サイモン（Neil Simon、1927年7月4日 - 2018年8月26日）は、アメリカ合衆国の劇作家、脚本家である。

## 来歴
ニューヨーク市ブロンクスに生まれる。父親も母親も共にユダヤ系である。ニューヨーク大学、デンバー大学で学ぶ。
1961年の『カム・ブロー・ユア・ホーン』でのデビューを皮切りに、『おかしな二人』（1965年）、『サンシャイン・ボーイズ』（1972年）、『ビロキシー・ブルース』（1985年）などのヒット作を生み、ブロードウェイを代表する喜劇作家になる。映画やテレビの脚本も数多く手がけ、トニー賞、ゴールデングローブ賞、ピューリッツァー賞など多くの賞を受賞している。
1983年には、彼の名前を冠したニール・サイモン劇場がブロードウェイに開場している。
作品は人間の心の機微を描いた、暖かな余韻の残るものが多い。
私生活では女優のマーシャ・メイソンと結婚していた時期がある。
2018年8月26日、肺炎の合併症などによりニューヨークの病院にて死去した。91歳没。

## 作品

### 戯曲
※日本語題は『ニール・サイモン戯曲集』1 - 6巻（早川書房）に拠る。
- カム・ブロー・ユア・ホーン Come Blow Your Horn (1961)
- はだしで散歩 Barefoot in the Park (1963)
- おかしな二人 The Odd Couple (1965)
- プラザ・スイート Plaza Suite (1968)
- 浮気の終着駅 The Last of the Red Hot Lovers (1969)
- ジンジャーブレッド・レディ The Gingerbread Lady (1970)
- 二番街の囚人 The Prisoner of Second Avenue (1971)
- サンシャイン・ボーイズ The Sunshine Boys (1972)
- 名医先生 The Good Doctor (1973)
- 第二章 Chapter Two (1977)
- カリフォルニア・スイート California Suite (1976)
- 映画に出たい! I Ought to Be in Pictures (1980)
- 思い出のブライトン・ビーチ Brighton Beach Memoirs (1983)
- おかしな二人 The Female Odd Couple (1985)
- ビロクシー・ブルース Biloxi Blues (1985)
- ブロードウェイ・バウンド Broadway Bound (1986)
- 噂 Rumors (1988)
- ヨンカーズ物語 Lost in Yonkers (1991)
- ジェイクの女たち Jake's Women (1992)
- 23階の笑い Laughter on the 23rd Floor (1993)
- ロンドン・スイート London Suite (1995)
- 求婚－プロポーザルズ－ Proposals (1997)
- The Dinner Party (2000)
- 45 Seconds from Broadway (2001)
- Rose's Dilemma (2003)
- Oscar and Felix: A New Look at the Odd Couple (2004)

### 映画
- ナイスガイ・ニューヨーク Come Blow Your Horn (1963)
- 紳士泥棒 大ゴールデン作戦 After the Fox (1966)
- 裸足で散歩 Barefoot in the Park (1967)
- おかしな二人 The Odd Couple (1968)
- スイート・チャリティー Sweet Charity (1969) - 原作
- おかしな夫婦 The Out of Towners (1970)
- おかしなホテル（英語版） Plaza Suite (1971)
- Star Spangled Girl (1971)
- Last of the Red Hot Lovers (1972)
- ふたり自身（英語版） The Heartbreak Kid (1972)
- The Prisoner of Second Avenue (1975)
- サンシャイン・ボーイズ（英語版） The Sunshine Boys (1975)
- 名探偵登場 Murder by Death (1976)
- グッバイガール The Goodbye Girl (1977)
- 名探偵再登場 The Cheap Detective (1978)
- カリフォルニア・スイート California Suite (1979)
- 第2章 Chapter Two (1979)
- 昔みたい Seems Like Old Times (1980)
- 泣かないで Only When I Laugh (1981)
- わたしは女優志願 I Ought to Be in Pictures (1982)
- ニール・サイモンのキャッシュ・マン Max Dugan Returns (1983)
- スティーブ・マーティンのロンリー・ガイ The Lonely Guy (1984)
- スラッガーズ・ワイフ The Slugger's Wife (1985)
- ブルースが聞こえる Biloxi Blues (1988)
- あなたに恋のリフレイン The Marrying Man (1991)
- ブロードウェイ・バウンド（英語版） Broadway Bound (1992)
- ニール・サイモンのヨンカーズ物語 Lost in Yonkers (1993)
- サンシャイン・ボーイズ/すてきな相棒 The Sunshine Boys (1995) TVM
- ニール・サイモンのロンドン・スイート London Suite (1996) TVM
- ニール・サイモンのジェイクス・ウィメン（英語版） Jake's Women (1996) TVM
- おかしな二人2 The Odd Couple II (1998)
- ニール・サイモンのスーパー・コメディアンと7人のギャグマンたち Laughter on the 23rd Floor (2000) TVM
- 新・グッバイガール The Goodbye Girl (2004)

## 受賞歴
- 第19回トニー賞 劇作家賞（『おかしな二人』）
- 第35回ゴールデングローブ賞 脚本賞（『グッバイガール』）
- 第39回トニー賞 作品賞（『ビロクシー・ブルース』）
- 第45回トニー賞 作品賞（『ヨンカーズ物語』）
- ピューリッツァー賞 戯曲部門（『ヨンカーズ物語』）

ほか多数。

## 日本語訳著書
※すべて早川書房より刊行。
- ニール・サイモン戯曲集I　ISBN 4152032707
- ニール・サイモン戯曲集II　ISBN 4152032715
- ニール・サイモン戯曲集III　ISBN 4152032960
- ニール・サイモン戯曲集IV　ISBN 4152033614
- ニール・サイモン戯曲集V　ISBN 4152077980
- ニール・サイモン戯曲集VI　ISBN 4152089156
- 書いては書き直し ニール・サイモン自伝 Rewrites: A Memoir　ISBN 4152081309
- 第二幕 ニール・サイモン自伝2 Neil Simon The Play Goes On: A Memoir　ISBN 4152083530
- ニール・サイモンI おかしな二人（ハヤカワ演劇文庫 2） ISBN 4151400028
- ニール・サイモンII サンシャイン・ボーイズ（ハヤカワ演劇文庫 5） ISBN 4151400052
- ニール・サイモンIII ビロクシー・ブルース（ハヤカワ演劇文庫 20） ISBN 4151400206